# Boaedon olivaceus
Espèce
Synonymes
- Holuropholis olivaceus Duméril, 1856
- Boodon poensis Günther, 1888
- Lamprophis olivaceus (Duméril, 1856)

Boaedon olivaceus est une espèce de serpents de la famille des Lamprophiidae. 

## Répartition
Cette espèce se rencontre :
- en Guinée ;
- au Liberia ;
- en Côte d'Ivoire ;
- au Ghana ;
- au Togo ;
- au Nigeria ;
- au Cameroun ;
- au Gabon ;
- en Guinée équatoriale ;
- en République centrafricaine ;
- en République démocratique du Congo ;
- en République du Congo ;
- au Rwanda ;
- en Ouganda ;
- en Angola.

Sa présence est incertaine au Bénin.

## Publication originale
- Duméril, 1856 : Note sur les reptiles du Gabon. Revue et Magasin de Zoologie Pure et Appliquée, Paris, ser. 2, vol. 8, p. 369-377, 417–424, 460–470 & 553–562 (texte intégral).